# The Brian Jonestown Massacre
The Brian Jonestown Massacre (soms afgekort als BJM of The BJM) is een Amerikaanse neo-psychedelische-rockband. De band begon eind jaren tachtig als een shoegaze-groep in San Francisco. Na hun tweede album ging de groep de neo-psychedelische kant op met invloeden van folkrock, bluesrock, raga en elektronica.

## Naam
De bandnaam is een samentrekking van de naam van Brian Jones van The Rolling Stones en de door sekteleider Jim Jones in 1974 gestichte nederzetting Jonestown, waar zich de massale zelfmoord van de volgelingen van de Peoples Temple afspeelde.

## Bezetting
Sinds de oprichting door Anton Newcombe en Matt Hollywood hebben er een groot aantal personele mutaties plaatsgevonden. Multi-instrumentalist en songwriter Newcombe is het enige lid dat sinds het begin bij The Brian Jonestown Massacre betrokken is gebleven. 
Meer dan twintig muzikanten hebben ooit deel uitgemaakt van de band, waaronder de gitaristen Jeff Davies, Peter Hayes (medeoprichter van Black Rebel Motorcycle Club), Sune Rose Wagner (oprichter van Psyched Up Janis, The Tremelo Beer Gut en The Raveonettes), Bobby Hecksher (oprichter van de band The Warlocks), Matt Tow (ex-lid van Drop City en een van de oprichters van The Lovetones), Brian Glaze (solo-artiest en lid van The Gris Gris) en David Koenig (lid van Spindrift en Clean Prophets). Muzikanten die al lange tijd deel uitmaken van de bezetting zijn Collin Hegna, Frankie "Teardrop" Emerson en Ricky Rene Maymi.

## Trivia
- Straight Up and Down van het album Take It From The Man! (1996) werd gebruikt als themesong van de serie Boardwalk Empire.
- Samen met The Dandy Warhols was The Brian Jonestown Massacre onderwerp van de uit 2004 daterende documentairefilm Dig!. De film registreerde de haat-liefdeverhouding tussen beide bands, met name de interactie tussen Anton Newcombe en zijn tegenhanger in The Warhols, Courtney Taylor-Taylor. Ondi Timoner deed er zeven jaar over om deze film te maken en won er de "Documentary Grand Jury Prize" op het Sundance Film Festival van 2004 mee voor de onbarmhartige wijze waarop een narcistische rockster wordt geportretteerd, die afglijdt naar waanzin en druggebruik.

## Discografie

### Albums
- 1993 - Spacegirl & Other Favorites
- 1995 - Methodrone
- 1996 - Their Satanic Majesties' Second Request
- 1996 -  Take It From The Man!
- 1996 - Thank God For Mental Illness
- 1997 - Give It Back!
- 1998 - Strung Out in Heaven
- 2001 - Bravery, Repetition and Noise
- 2003 - And This Is Our Music
- 2003 - Spacegirl & Other Favorites (Reissue)
- 2004 - Tepid Peppermint Wonderland: A Retrospective
- 2008 - My Bloody Underground
- 2010 - Who Killed Sgt Pepper?
- 2012 - Aufheben
- 2014 - Revelation
- 2015 - Musique de Film Imaginé
- 2017 - Don't Get Lost
- 2018 - Something Else
- 2019 - The Brian Jonestown Massacre
- 2022 - Fire Doesn't Grow on Trees
- 2023 - The Future Is Your Past

### Ep's
- 1999 - Bringing It All Back Home Again
- 2000 - Zero (Songs from Bravery, Repetition and Noise)
- 2001 - If I Love You
- 2005 - We Are The Radio
- 2009 - Smoking Acid
- 2009 - You Love Me
- 2015 - Thingy Wingy

### Singles
- 1992 - "She Made Me/Evergreen"
- 1993 - "Convertible/Their Majesties 2nd Request (Enrigue's Dream)"
- 1994 - "Hide & Seek/Methodrone (Live at the Compound)"
- 1995 - "Cold To The Touch/Anenome"
- 1996 - "Never Ever/ Feelers"
- 1997 - "Not If You Were The Last Dandy On Earth/ 30 min speech by Anton about how he met the Dandys"
- 1997 - "This Is Why You Love Me/Satellite/Servo/Courtney Taylor (1997)
- 1997 - "Love/Nothing To Lose/Let's Pretend That It's Summer/I've Been Waiting/The Devil May Care (Mom & Dad Don't) /I've Been Waiting (alternate version)"
- 1998 - "This Is Why You Love Me/Lantern/Maleka"
- 1998 - "Love/Wasting Away (Demo)/This Is Why You Love Me"
- 2003 - "If Love Is The Drug Then I Want To OD/When Jokers Attack"
- 2003 - "If Love Is The Drug Then I Want To OD/When Jokers Attack/Starcleaner/Here It Comes"
- 2004 - "Tepid Peppermint Wonderland A Retrospective w/ Who?/This Is Why You Love Me/Open Heart Surgery/When Jokers Attack/Pseu Braun interviews Anton Newcombe Live on WFMU 10/2003"
- 2005 - "Prozac vs Heroin/Nailing Honey To The Bee"
- 2010 - "Illuminomi/There's a War Going On"
- 2016 - "La Façon Dont La Machine Vers l'Arrière b/w La Façon Dont La Machine Vers l'Arrière (Al Lover Remix)"
- 2016 - "Bout Des Doigts/Fingertips"
- 2016 - "The Sun Ship/Playtime"
- 2017 - "Groove is in the Heart/Throbbing Gristle"
- 2017 - "Open Minds Now Close/Melody's Actual Echo Chamber/Öppna Sinnen Stängs Nu"
- 2018 - "Dropping Bombs on the Sun (UFO Paycheck)/Geldenes Herz Menz"
- 2018 - "Hold That Thought/Drained"
- 2018 - "Forgotten Graves/Tombes Oubliées"
- 2021 - "The Brian Jonestown Massacre: Before You Forget/The Telescopes: Come Down My Love (Anton Newcombe Remix)"
- 2022 - "The Real/Where Do We Go From Here?"
- 2023 - "Abandon Ship (Martian Meltdown Mix) b/w Maybe Make It Right"